# MAZ-509
Der MAZ-509 (russisch МАЗ-509, deutsche Transkription eigentlich MAS-509) ist ein sowjetischer Lastwagen aus der Produktion des Minski Awtomobilny Sawods. Der schwere zweiachsige Lkw ist eine für die Forstwirtschaft entwickelte Variante des MAZ-500 und wurde ab 1966 in Serie gebaut. Er ist der Nachfolger des MAZ-501 und gleichzeitig das einzige Serienfahrzeug der MAZ-500-Baureihe, das über Allradantrieb verfügt. Der Lkw wurde fast 25 Jahre lang in Minsk produziert und erst 1990 durch den MAZ-5434 ersetzt.

## Fahrzeuggeschichte

Seitenansicht desselben Modells. Gut zu erkennen: Die beiden Kardanwellen und das Verteilergetriebe als zentrales Bauteil des Allradantriebs unter dem Lkw

Heckansicht, der Aufbau für den Holztransport

Detailansicht der Front mit dem Kühlergrill der ersten Generation

MAZ-509A der letzten Generation in einem forstwirtschaftlichen Museum in Scharja (2023)

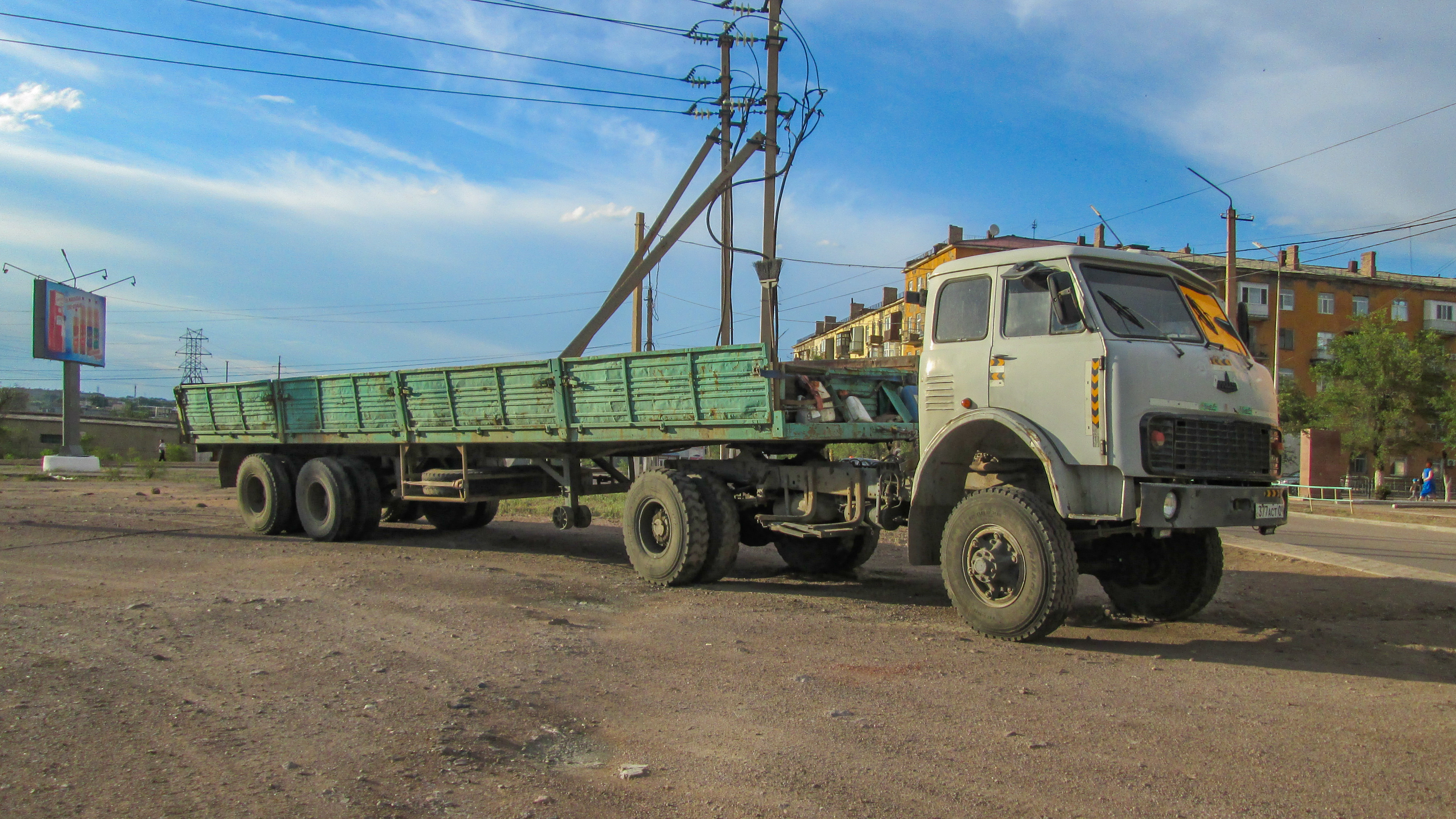
Als Sattelzugmaschine umgebauter MAZ-509A in Balqasch, Kasachstan (2024)

Die Entwicklung des MAZ-509 begann 1962. Da die Baureihe rund um den MAZ-200 durch den moderneren MAZ-500 ersetzt werden sollte, musste auch für den Holztransporter MAZ-501 ein Nachfolger entwickelt werden. Der MAZ-500 als Basismodell der neuen Baureihe wurde ab 1963 in kleinen Stückzahlen und ab 1965 mit der vollen Kapazität gefertigt. Die erste Serienversion des MAZ-509, der MAZ-509P, wurde am 6. April 1966 in die Produktion übernommen. Gegenüber dem MAZ-200 waren die bedeutendsten Neuerungen der Viertakt-V6-Dieselmotor mit 11,15 Litern Hubraum und die Konstruktionsweise als Frontlenker. Der MAZ-501 war noch in Haubenlenkerbauweise ausgeführt und mit einem Vierzylinder-Zweitakt-Dieselmotor ausgerüstet worden. Wie der MAZ-501 auch wurde der Lastwagen mit zweiachsigen Nachläufern für den Langholztransport ausgeliefert.
In den Jahren 1969 und 1970 wurde der MAZ-500 überarbeitet. Die Änderungen wurden auch für den MAZ-509 übernommen, ab diesem Zeitpunkt einfiel das P in der Typenbezeichnung. Die Nutzlast stieg um 500 kg an und der Radstand des Lastwagens wurde um 10 cm vergrößert. Die Übersetzungen des Getriebes und des Verteilergetriebes wurden angepasst, wodurch die Höchstgeschwindigkeit von 60 auf 65 km/h stieg. Auch die Vorderachse wurde überarbeitet. Die Außenplanetengetriebe des MAZ-509P entfielen vollständig und die komplette Untersetzung wurde über das Differentialgetriebe der Vorderachse realisiert. Auch die Kupplung wurde überarbeitet. Optisch änderte sich lediglich die Struktur des Kühlergrills. 1973 wurde das Fahrzeug mit dem Gütesiegel der UdSSR ausgezeichnet.
Die letzte Überarbeitung erfuhr das Modell 1978. Die Änderungen die am Basismodell beim Wechsel vom MAZ-500A hin zum MAZ-5335 gemacht wurden, wurden auch für den Holztransporter übernommen. Ab diesem Zeitpunkt hieß das Fahrzeug MAZ-509A. Warum keine vierstellige Nummer nach gültiger Norm vergeben wurde, ist unbekannt. Grund für die Überarbeitungen war, dass man neue internationale Normen erfüllen wollte, um die Maschinen auch weiterhin exportieren zu können. So wurde insbesondere die Anordnung der Scheinwerfer überarbeitet und in diesem Zuge auch der Kühlergrill verändert. Das Fahrzeug wurde noch bis 1990 produziert und anschließend vom MAZ-5434 abgelöst, der noch heute gebaut wird.
Aufgrund seines Alters von mindestens knapp 30 Jahren und den harten Einsatzbedingungen ist der MAZ-509 heute nur noch selten zu finden, dennoch sind nach wie vor Lastwagen dieses Typs im Einsatz.
Der MAZ-509 wurde auch von der DDR importiert und insbesondere bei schlechten und bergigen Straßenbedingungen eingesetzt. Ab 1970 kamen die Lkw zusammen mit passenden sowjetischen Nachläufern vom Typ TMZ-803 ins Land. Teilweise wurde die Aufbauten beim VEB Forsttechnik Oberlichtenau durch andere Typen wie den Forstaufbau FA.4 ersetzt. Ab 1977 wurden auch heimische Nachläufer vom Typ HN 80.58 verwendet. Beide Anhänger konnten bei Leerfahrten aufgesattelt werden. Das zulässige Gesamtgewicht des Zugs betrug 21 Tonnen.

## Modellvarianten
Der MAZ-509 wurde über die Produktionszeit hinweg in insgesamt drei unterschiedlichen Varianten gebaut. Hinzu kommen einige Prototypen, die das gleiche Fahrgestell verwendeten.
- MAZ-509P – Die erste Version des Lastwagens wurde ab 1962 entwickelt und von 1966 bis 1969 in Serie produziert. Optisch sind die Fahrzeuge am Kühlergrill mit den senkrechten Streben zu erkennen (siehe nebenstehende Bilder).[7]
- MAZ-509 – Von 1970 bis 1977 gebaute Version. Die Zuladung stieg um 500 kg an und der Radstand wurde um 100 mm verlängert. Diese Änderungen entsprechen am Grundmodell dem Übergang vom MAZ-500 hin zum MAZ-500A. Wie bei der Grundversion wurde ein überarbeiteter Kühlergrill mit großen rechteckigen Strukturen eingebaut.[4] Die Bezeichnung wird auch allgemein für alle Modellversionen verwendet, wenn die Varianten nicht genauer unterschieden werden.[3]
- MAZ-509A – Ab 1978 bis 1990 produzierte Version. Sie basiert auf dem nochmals überarbeiteten MAZ-5335. Die Blinker wurden an den Platz der Scheinwerfer verlegt und der Kühlergrill nochmals durch ein anderes Modell ersetzt, diesmal mit einer feineren Rechteckstruktur. Die Scheinwerfer wurden in die Stoßstange integriert.[5]
- MAZ-505 – Der Prototyp eines militärischen Allrad-Lastwagens sollte Nachfolger des MAZ-502 werden und verwendet die gleiche Technik wie der MAZ-509P. 1962 wurde ein Exemplar gebaut, das letztlich nie in die Serienfertigung übernommen wurde. Anders als der MAZ-509 hatte der Lkw großvolumige Ballonreifen.[1]
- MAZ-509B – Nie in Serie gebaute Allradversion des Hinterkippers MAZ-503 mit kurzem Radstand.[8]
- MAZ-508W – 1962 als Prototyp gebaute Sattelzugmaschine mit Allradantrieb. Letztlich wurde nur der ähnliche MAZ-504 ohne Allradantrieb produziert.[9]

## Technische Daten
Für die Serienfahrzeuge des MAZ-509 mit Stand 1973.
- Motor: Viertakt-V6-Dieselmotor, wassergekühlt
- Motortyp: JaMZ-236
- Leistung: 180 PS (132 kW) bei 2100 min−1
- Drehmoment: 667 Nm bei 1500 min−1
- Hubraum: 11.150 cm³
- Bohrung: 130 mm
- Hub: 140 mm
- Verdichtung: 16,5:1
- Zündfolge: 1-4-2-5-3-6
- Tankinhalt: 2 × 175 l Dieselkraftstoff
- Verbrauch: 48 l/100 km
- Kupplung: Zweischeiben-Trockenkupplung
- Getriebe: mechanisches Fünfganggetriebe mit Rückwärtsgang
- Höchstgeschwindigkeit: 65 km/h
- Antriebsformel: 4×4, permanenter Allradantrieb

Abmessungen und Gewichte
- Länge: 6770 mm
- Länge mit Nachläufer: 17.850 mm
- Breite: 2600 mm
- Höhe: 2900 mm
- Radstand: 3960 mm
- Spurweite vorne: 1950 mm
- Spurweite hinten: 1900 mm (Doppelbereifung)
- Leergewicht: 8800 kg (ohne Nachläufer)
- Zuladung: 5500 kg (nur Zugmaschine)
- zulässiges Gesamtgewicht: 14.300 kg
- zulässiges Gewicht von Nachläufer und Ladung: 20.000 kg
- zulässiges Gesamtgewicht des Lastzugs: 29.000 kg
- Bodenfreiheit: 300 mm
- Reifengröße: 11,00–20″ oder 12,00–20″